# Kroyeria spatulata
Kroyeria spatulata är en kräftdjursart som beskrevs av Arthur Sperry Pearse 1948. Kroyeria spatulata ingår i släktet Kroyeria och familjen Kroyeriidae. Inga underarter finns listade i Catalogue of Life.